# غوستاف بيرغستروم (لاعب رماية)
غوستاف بيرغستروم هو لاعب رماية سويدي، ولد في 8 مارس 1889 في ستوكهولم في السويد، وتوفي في 12 أكتوبر 1954.

## وصلات خارجية
- غوستاف بيرغستروم على موقع أوليمبيديا (الإنجليزية)
- غوستاف بيرغستروم على موقع اللجنة الأولمبية السويدية (السويدية)